# Takashi Imoto
Takashi Imoto (井本 喬士 Imoto Takashi?), född 29 september 1976 i Saga prefektur, är en japansk före detta fotbollsspelare.
Imoto började sin karriär 1999 i Mito HollyHock. Han avslutade karriären 2000.